# Lijst van voetbalinterlands Belize - Costa Rica
Deze lijst van voetbalinterlands is een overzicht van alle officiële voetbalwedstrijden tussen de nationale teams van Belize en Costa Rica. De Midden-Amerikaanse landen speelden tot op heden acht keer tegen elkaar. De eerste ontmoeting, een wedstrijd tijdens de UNCAF Nations Cup 1995, werd gespeeld in San Salvador (El Salvador) op 1 december 1995. Het laatste duel, een kwalificatiewedstrijd voor de CONCACAF Gold Cup 2025, vond plaats op 25 maart 2025 in San José.

## Wedstrijden
| № | Plaats       | Datum           | Competitie                          | Wedstrijd           | Uitslag |
| - | ------------ | --------------- | ----------------------------------- | ------------------- | ------- |
| 1 | San Salvador | 1 december 1995 | UNCAF Nations Cup 1995              | Costa Rica – Belize | 2 – 1   |
| 2 | San José     | 17 maart 1999   | UNCAF Nations Cup 1999              | Costa Rica – Belize | 7 – 0   |
| 3 | Tegucigalpa  | 23 mei 2001     | UNCAF Nations Cup 2001              | Costa Rica – Belize | 4 – 0   |
| 4 | San José     | 18 januari 2013 | Copa Centroamericana 2013           | Costa Rica − Belize | 1 − 0   |
| 5 | Sandy        | 13 juli 2013    | CONCACAF Gold Cup 2013              | Costa Rica − Belize | 1 − 0   |
| 6 | Panama-Stad  | 15 januari 2017 | Copa Centroamericana 2017           | Belize − Costa Rica | 0 − 3   |
| 7 | Belmopan     | 21 maart 2025   | CONCACAF Gold Cup 2025 kwalificatie | Belize − Costa Rica | 0 − 7   |
| 8 | San José     | 25 maart 2025   | CONCACAF Gold Cup 2025 kwalificatie | Costa Rica − Belize | 6 − 1   |

## Samenvatting
| Competitie                    | Totaal gespeeld | Winst Belize | Gelijk | Winst Costa Rica | Doelsaldo Belize – Costa Rica |
| ----------------------------- | --------------- | ------------ | ------ | ---------------- | ----------------------------- |
| CONCACAF Gold Cup             | 1               | 0            | 0      | 1                | 0 − 1                         |
| CONCACA Gold Cup-kwalificatie | 2               | 0            | 0      | 2                | 1 − 13                        |
| Copa Centroamericana          | 5               | 0            | 0      | 5                | 1 − 17                        |
| Totaal                        | 8               | 0            | 0      | 8                | 2 − 31                        |

Wedstrijden bepaald door strafschoppen worden, in lijn met de FIFA, als een gelijkspel gerekend.

## Details

### Eerste ontmoeting
| UNCAF Nations Cup (San Salvador, El Salvador, 1 december 1995): |              | |
| Belize | 1 – 2        | Costa Rica |
| David McCauley 27' | goals        | 8' Rolando Fonseca 66' Mauricio Wright |
| Winston Michael | bondscoach   | Toribio Rojas |
| Carlos Slusher Edwardo Swift 40' Findlay Gladden Martin Nolberto Pablo Madrid Nelson Moss Edmond Pandy Jorge García Denmark Casey 87' David McCauley Joseph West 68' | opstellingen | Erick Lonnis 63' Alexánder Madrigal Austin Berry Evaristo Contreras Mauricio Montero Mauricio Wright 64' Floyd Guthrie Mauricio Solís Roy Myers Hernán Medford 46' Rolando Fonseca |
| Deron Jones 40' Clifford Usher 68' Michael Kelly 87' | wissels      | 46' Carlos Wanchope 63' Wílmer López 64' Sergio Morales |
| Twee gele kaarten | gele kaarten | Twee gele kaarten |
| | rode kaarten | 82' Mauricio Wright 88' Evaristo Contreras |

### Tweede ontmoeting
| UNCAF Nations Cup (San José, Costa Rica, 17 maart 1999): |              | |
| Costa Rica | 7 – 0        | Belize |
| Paulo Wanchope 2' Rolando Fonseca 17' Froylan Ledezma 27' Froylan Ledezma 32' Jafet Soto 54' Rolando Fonseca 72' Gerald Drummond 79'                                     | goals        | |
| Francisco Maturana | bondscoach   | Manuel Bilches |
| Erick Lonnis Jervis Drummond Luis Marín Sandro Alfaro Víctor Cordero Jeaustin Campos Mauricio Solís Roy Myers 46' Froylán Ledezma 46' Paulo Wanchope 62' Rolando Fonseca | opstellingen | Delmar Sutherland 53' Ernest Wiltshire Hilberto Muschamp Shamir Pacheco Wilbert Valdez 73' Emory Núñez 58' Kevin Pelayo Mark Leslie Stanley Robinson Wilmer García Oliver Hendricks |
| Jafet Soto 46' Johnny Murillo 46' Gerald Drummond 62' | wissels      | 53' Dale Pelayo 58' Jason Hall 73' Christopher Hendricks |

### Derde ontmoeting
| UNCAF Nations Cup (Tegucigalpa, Honduras, 23 mei 2001): |              | |
| Costa Rica | 4 – 0        | Belize |
| Rolando Fonseca 27' (pen.) Rolando Fonseca 37' Luis Marín 58' Rolando Fonseca 85'                                                                                         | goals        | |
| Alexandre Guimarães | bondscoach   | Leroy Sherrier Lewis |
| Ricardo González Luis Marín Gilberto Martínez 72' Robert Arias Rolando Fonseca Mauricio Solís Maynor Diaz 65' Jafet Soto 65' Alexander Castro Walter Centeno Austin Berry | opstellingen | Charlie Slusher Nelson Moss Vallan Symms Orland Lyons Aáron Nolberto Mark Leslie Norman Núñez 63' Dion Fraser 34' Edmund Thomas Orlando Reid 46' Kevin Pelayo |
| Luis Eduardo Martínez 65' Wilbert Castro 65' José Brenes 72' | wissels      | 34' Raúl Céliz 46' Jermaine Zúniga 63' Wilmer Garcia |
| Walter Centeno ??' Gilberto Martínez ??' | gele kaarten | ??' Mark Leslie ??' Aáron Nolberto |

### Vierde ontmoeting
| UNCAF Nations Cup (San José, Costa Rica, 18 januari 2013):                                                |       |        |
| Costa Rica                                                                                                | 1 – 0 | Belize |
| Jairo Arrieta 53'                                                                                         | goals |        |
| - Debuut van Juan Diego Madrigal, Osvaldo Rodríguez, Ariel Rodríguez en Delberth Camerón voor Costa Rica. |       |        |

### Vijfde ontmoeting
| CONCACAF Gold Cup (Sandy, Verenigde Staten, 13 juli 2013): |       |        |
| Costa Rica                                                 | 1 – 0 | Belize |
| Dalton Eiley 49' (e.d.)                                    | goals |        |